# Cuegle
El cuegle es un monstruo en la mitología cántabra. Camina en dos patas y tiene una forma más o menos humanoide, tiene la piel negra, una barba larga, pelo gris, tres brazos sin manos o dedos, cinco filas de dientes, un cuerno rechoncho y de uno a tres ojos en su cabeza. Uno verde, uno rojo y uno azul. A pesar de su pequeño tamaño, tiene una gran fuerza. Los cuegle atacan al ganado, y tienen fama de robar a los bebés de la cuna. Los bebés pueden ser protegidos mediante la colocación de madera de roble o las hojas de acebo, que propician un efecto apotropaico, en la cuna. El Cuegle puede ver cada uno, pasado, presente y futuro. El futuro lo ve con el ojo de la frente, el presente con el derecho y el pasado con el izquierdo.